# 小行星7192
小行星7192（7192 Cieletespace）是一颗绕太阳运转的小行星，为主小行星带小行星。该小行星于1993年9月12日发现。

## 轨道参数
小行星7192的轨道半长轴为3.1703966 UA，离心率为0.093。